# ВАЗ-10031 «Бронтокар»
ВАЗ-10031 «Бронтокар» — российский мелкосерийный грузовой электромобиль.
Предназначен для эксплуатации в больших цехах, складах, терминалах, в спортивных и торговых комплексах.

## История
Был разработан в 2001 году, впервые был представлен первые экземпляры использовались для транспортировки комплектующих и деталей в сборочном цеху АвтоВАЗа взамен грузовых тележек, буксируемых трактором «Беларусь». Несколько штук было продано в Международный торговый центр в Москве и в Санкт-Петербургскую резиденцию Президента Российской Федерации.

## Характеристики
Привод электромобиля задний, установленная грузовая платформа длиной 1,8 м и шириной 1,3 м. Грузоподъёмность составляет 600 кг, масса буксируемого прицепа — 1000 кг. Максимальная скорость — 25 км/час, запас хода до 80 км. Время зарядки аккумуляторов — 8 часов.
Предполагался выпуск нескольких модификаций — тягач с небольшим кузовом, бортовой и тентованный грузовики, а также пассажирский электромобиль с шестиместным кузовом. Для использования в зимний период предусмотрена возможность установки герметичной кабины и отопителя с автономным питанием.